# NGC 2107
NGC 2107 је расејано звездано јато у сазвежђу Трпеза које се налази на NGC листи објеката дубоког неба.
Деклинација објекта је - 70° 38' 24" а ректасцензија 5h 43m 13,0s. Привидна величина (магнитуда) објекта NGC 2107 износи 11,5. NGC 2107 је још познат и под ознакама ESO 57-SC32.